# Adinda weberi
Adinda weberi är en kräftdjursart som först beskrevs av Dollfus 1898.  Adinda weberi ingår i släktet Adinda och familjen Scleropactidae. Inga underarter finns listade i Catalogue of Life.